# Блум, Данни
Данни Блум (нем. Danny Blum; 7 января 1991, Франкенталь, Рейнланд-Пфальц, Германия) — немецкий футболист, полузащитник.

## Карьера

### Клубная
Данни Блум начинал заниматься футболом в футбольной школе «Рот-Вейс» из его родного города Франкенталь, откуда он перебрался в «Вальдхоф». Он покинул Мангейм в 2004 году и присоединился к «Кайзерслаутерну», где выступа на протяжении трёх лет, пока он не перебрался в «Шальке 04» из Гельзенкирхена, в составе которого он играл в юношеской бундеслиге (до 17) и (до 19 лет). В 2009 году он вернулся в «Вальдхоф», за который он выступал в высшей немецкой лиги молодежи, в одиннадцати играх чемпиона он отметился четырьмя голами, после чего в зимнем перерыве сезона 2009/10 перешёл в клуб третьего немецкого дивизиона «Зандхаузен». Тем не менее, он впервые сыграл за вторую команду в Ландес-Лиге, прежде чем он дебютировал за первую команду 23 марта 2010 года в проигранном матче (0:3) против резервной команды «Штутгарта», в котором он вышел на замену на 59-й минуте встречи, при счёте 0:1, заменив Даниэля Юнгвирта. Уже в первой половине сезона он провёл 8 матчей в чемпионате. В сезоне 2011/12 он стал полноценным игроком основного состава. В следующем сезоне он отметился тремя забитыми мячами, играя на позиции левого нападающего. В 2012 году он стал чемпионом Третьей немецкого Бундеслиги, что дало право команде начать следующий сезон во Второй Бундеслиге. В сезоне 2012/13 Данни Блум на правах аренды перешёл в «Карлсруэ».
Перед началом с сезона 2014/15 изменил Блюм перешёл в «Нюрнберг», однако перед началом сезона получил травму и был вынужден пропустить весь первый круг. 15 февраля 2015 года он дебютировал за «Нюрнберг» в победном матче против «Униона» из Берлина (3:1). 22 февраля 2015 года, когда в матче против «Фортуна» из Дюссельдорфа он забил первый гол за свой новый клуб выйдя на замену на 66-й минуте вместо Гвидо Бургшталлера и отличившись через 11 минут после выхода на поле. В сезоне 2016/17 Блум на правах свободного агента перешёл в клуб немецкой Бундеслиги «Айнтрахт» из Франкфурта-на-Майне, с которым он подписал годичный контракт с опцией ещё на два года. 10 сентября 2016 года, выйдя на замену на 65-й минуте вместо Бранимира Хргота в выездном матче против клуба «Дармштадт 98» он дебютировал за «Айнтрахт» в Бундеслиге.
В августе 2018 года на правах аренды присоединился к клубу Второго дивизиона Испании «Лас-Пальмас». А в сезоне 2019/20 вернулся в Германию, подписав контракт с клубом «Бохум» до 30 июня 2021 года.

### Международная
Блюм неоднократно выступал различных юношеских сборных Германии. В юношеской сборной Германии (до 16) в 2006 году в матче против сверстников из Северной Ирландии он отличился забитым мячом уже на 6,28 секунде после начала матча, что сделало его автором самого быстрый гола в немецких юношеских сборных команд. Его тренер Йорг Даниэль описал Блума, как быстрого и агрессивного и сильного нападающего, хвалил его сильную левую ногу и его точные удары из дали. 9 февраля 2011 года Блум в матче против молодёжной сборной Италии (до 20) дебютировал за молодёжную сборную Германии (до 20), после того, как он вышел на замену на 46-й минуте матча вместо Шервина Раджабали-Фарди.

## Личная жизнь
Летом 2014 года принял ислам.